# Куп Србије у одбојци 2016/17.
У сезони 2016-2017 је одиграно 52. издање купа Србије за одбојкаше. Финални турнир купа је одржан 11. и 12. марта 2017. године у Новом Пазару. У 52. издању је учествовало шеснаест екипа, а победник је била Нови Пазар из Новог Пазара.

## Учесници
Јединство Стара Пазова
Спартак Љиг
Футог
Нови Пазар
Ниш
Борац Старчево
Млади Радник
Партизан
Косовска Митровица
Раднички Крагујевац
Спартак Суботица
Војводина
Клек Србијашуме
Црвена звезда
Пирот
Рибница

## Формат такмичења
Такмичење се одржава по систему елиминације, где се у осмини финала екипе састају једном и предност домаћег терена има екипа из "неповлашћеног" шешира приликом жреба. Четвртфинале се игра на две утакмице, где победника двомеча одлучује већи број освојених сетова, а у сличају истог броја освојених сетова победник је она екипа која је у двомечу освојила више поена. Полуфиналне и финалне утакмице се играју на једну утакмицу, на финалном турниру.

## Такмичење

### Осмина финала
| Јединство          | 0:3 | Црвена звезда |
| Спартак Суботица   | 2:3 | Нови Пазар    |
| Косовска Митровица | 3:0 | Ниш           |
| Пирот              | 0-3 | Раднички      |
| Футог              | 0:3 | Спартак Њиг   |
| Борац              | 1:3 | Војводина     |
| Клек               | 1:3 | Партизан      |
| Млади Радник       | 3:0 | Рибница       |

### Четвртфинале
| Нови Пазар   | 3:0 2:3 | Спартак Љиг        |
| Раднички     | 3:1 0:3 | Косовска Митровица |
| Млади Радник | 3:2 0:3 | Црвена звезда      |
| Партизан     | 1:3 0:3 | Војводина          |

### Полуфинале
| Нови Пазар         | 3:2 | Црвена звезда |
| Косовска Митровица | 1:3 | Војводина     |

### Финале
| Нови Пазар | 3:0 | Војводина |